# エドワード・キャヴェンディッシュ (第10代デヴォンシャー公爵)

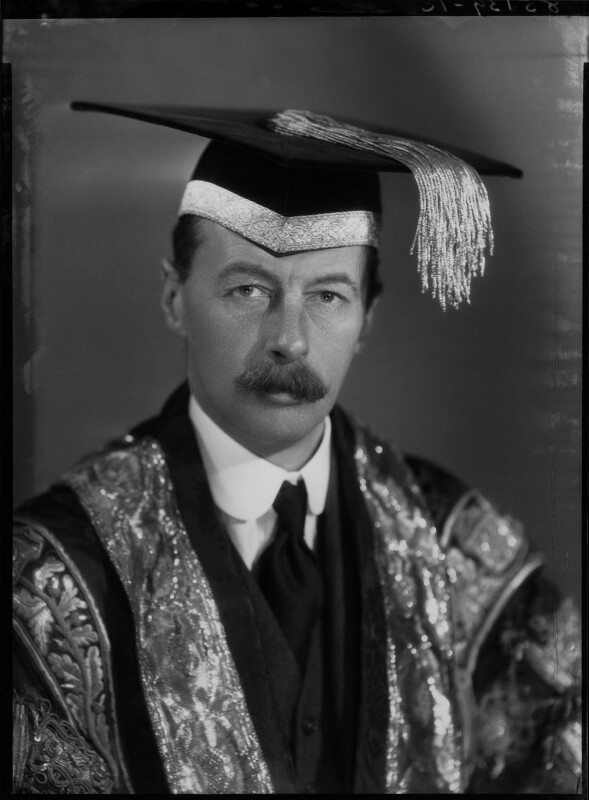
10代デヴォンシャー公爵

第10代デヴォンシャー公爵エドワード・キャヴェンディッシュ（英語: Edward Cavendish, 10th Duke of Devonshire, KG, MBE, TD、1895年5月6日-1950年11月26日）は、イギリスの貴族、政治家。
1908年から1938年にかけてハーティントン侯爵の儀礼称号で称された。

## 経歴
1895年5月6日、第9代デヴォンシャー公爵ヴィクター・キャヴェンディッシュとその妻イヴェリン(第5代ランズダウン侯爵ヘンリー・ペティ＝フィッツモーリスの娘)の間の長男として生まれる。
イートン校を経てケンブリッジ大学トリニティ・カレッジへ進学。
国防義勇軍の将校として第一次世界大戦に従軍し、二度も殊勲者公式報告書に名前が載る勇戦をした。国防義勇軍勲章を受け、フランスからもレジオンドヌール勲章を受けた。
1919年から1920年までバクストン市長を務めた。
1923年から1938年にかけて西ダービーシャー選挙区から選出されて統一党(保守党)の庶民院議員を務める。1923年には植民地大臣を務めている父第9代デヴォンシャー公爵の議会担当秘書官を務めた。
1936年から1940年までの第3次ボールドウィン内閣とチェンバレン内閣でドミニオン担当省政務次官を務め、第1次チャーチル内閣では1940年から1942年までインド・ビルマ担当省政務次官、1942年から1945年まで植民地省政務次官を務めた。
1938年5月6日に父が死去し、爵位を継承して貴族院議員に列した。1944年9月には長男ウィリアムが第二次世界大戦で戦死した。長男には子供がなかったので次男アンドリューが跡取りとなった。1947年から死去までフリーメイソンのイングランド・連合グランドロッジのグランドマスターを務める。
1946年にはアトリー労働党政権によって最高相続税率90パーセントという貴族に過酷な相続税が定められた。デヴォンシャー公は財産を守るべく、財産を跡取りアンドリューを受益者とする裁量信託チャッツワース・セツルメントに預けた。相続法によれば、この状態で彼が5年間生き続けることができれば相続税を払わずに済むはずだった。彼はまったく健康であり、年齢もまだ51歳だったからこれは安全な策に思えた。
ところが彼は1950年11月26日にイーストボーン近くの自邸コンプトンハウスで木を伐採している際に心臓発作を起こして死去した。相続税からの防衛には14週間足りずの死亡であり、デヴォンシャー公爵家には8割の相続税をかけられることになった。これによって第11代デヴォンシャー公爵となったアンドリューは、一族が400年にわたって集めてきた財宝・美術品のほとんど、また本邸以外のすべての土地を売却する羽目になった。
なお彼の急死は殺人犯の医師ジョン・ボドキン・アダムズの仕業ではないかともいわれる

## 人物
熱心なプロテスタントであり、「私は筋金入りのプロテスタントだ。それを誇りに思っている。カトリックは国家への忠誠心が足りない。なにしろ国よりも神のほうが偉いと思っているのだから」と述べていた。
そのため長男ウィリアム・キャヴェンディッシュが、駐英アメリカ大使ジョセフ・P・ケネディ（後のアメリカ大統領ジョン・F・ケネディの父）の娘でカトリック教徒のキャスリーン・ケネディとの結婚を希望した際には強く反対した（イギリスの公爵家と民間のアイルランド系アメリカ人という家柄の差もあった）。しかし最終的には二人が愛し合っていることを認めて結婚を許可した。

## 栄典

### 爵位
- 1938年5月6日、第10代デヴォンシャー公爵（1694年創設イングランド貴族爵位）
- 1938年5月6日、第10代ハーティントン侯爵（1694年創設イングランド貴族爵位）
- 1938年5月6日、第13代デヴォンシャー伯爵（1618年創設イングランド貴族爵位）
- 1938年5月6日、第5代バーリントン伯爵（1831年創設連合王国貴族爵位）
- 1938年5月6日、第13代ハードウィックのキャヴェンディッシュ男爵（1605年創設イングランド貴族爵位）
- 1938年5月6日、第5代ケイリーのキャヴェンディッシュ男爵（1831年創設連合王国貴族爵位）[2]

### 勲章
- 1941年、ガーター勲章ナイト(KG)
- 大英帝国勲章メンバー[2]

## 家族
第4代ソールズベリー侯爵ジェイムズ・ガスコイン＝セシルの娘メアリーと1917年に結婚し、彼女との間に以下の5子を儲けた。
- 第1子(長男)ウィリアム・キャヴェンディッシュ (1917–1944) ： 儀礼称号でハーティントン侯爵。アメリカ大統領ジョン・F・ケネディの妹キャスリーン・ケネディと結婚。子供のないまま第二次世界大戦で戦死。
- 第2子(次男)アンドリュー・キャヴェンディッシュ（英語版） (1920–2004) ： 第11代デヴォンシャー公爵位を継承。ミットフォード姉妹の一人デボラ・ミットフォードと結婚。
- 第3子(長女) メアリー・キャヴェンディッシュ (1922) ： 早世
- 第4子(次女) エリザベス・ジョージアナ・アリス・キャヴェンディッシュ（英語版） (1926-2018[9]) ： イギリス王室の女官。未婚。
- 第5子(三女)アン・イヴェリン・ベアトリス・キャヴェンディッシュ (1927–2010)： マイケル・ランバート・ツリーと結婚。